# Музей архітектури

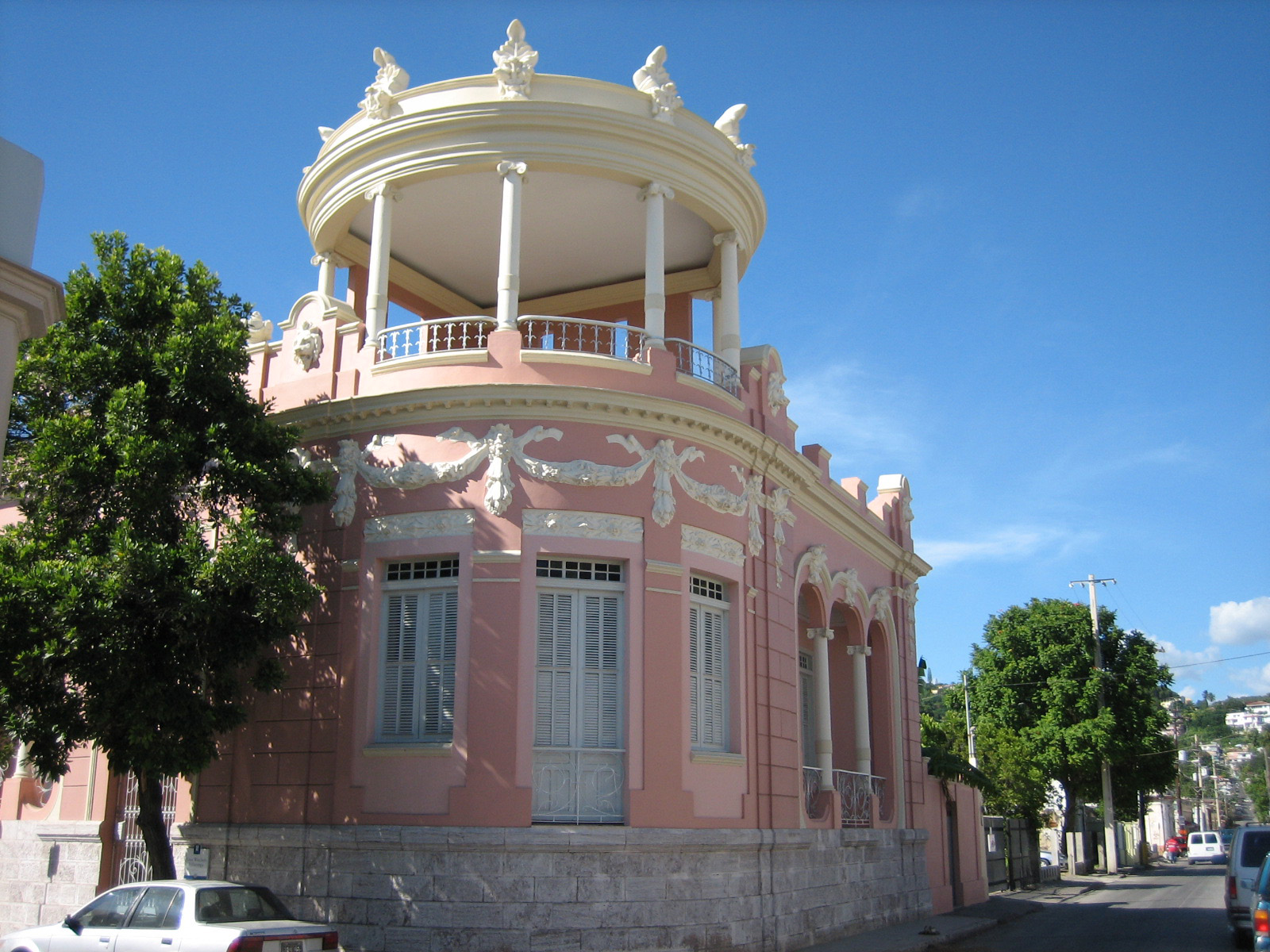
Музей архітектури Понсе в Понсе, Пуерто-Ріко, присвячений креольському архітектурному стилю Понсе.

Музей архітектури (архітектурний музей) — це музей, який займається ознайомленням відвідувачів з архітектурою в цілому або з акцентом на певному архітектурному стилі. Архітектурні музеї також можуть навчати відвідувачів традиційній історії архітектури чи мистецтва, що може стати корисним контекстом для багатьох архітектурних експонатів. У таких музеях часто просувають сучасні архітектурні ідеї і принципи, наприклад про те, як дизайн може позитивно вплинути на людське середовище. Деякі архітектурні музеї, такі як Чиказький Атенеум, також навчають відвідувачів низці інших суміжних галузей, таких як міський дизайн, ландшафтний дизайн, дизайн інтер'єру та збереження історичних пам'яток.
Першим у світі музеєм, присвяченим виключно архітектурі, був Архітектурний музей імені Щусєва в Москві, відкритий у 1934 році, а потім Музей фінської архітектури в 1956 році. Інші музеї можуть бути не повністю присвячені архітектурі, але містити архітектурні виставки (наприклад, Музеї Меца в Меці, Франція), архітектурні зали (наприклад, Чиказький Атенеум, Чикаго, штат Іллінойс, США) або архітектурні галереї (наприклад, музей архітектури Австралії Південного університету в Маунт-Гамбір, Південна Австралія).
Міжнародна конфедерація архітектурних музеїв — міжнародна організація музеїв архітектури. Членами є музеї, центри, колекції та інші установи, які пропонують постійні виставки або спеціальні галереї з архітектури.

## Опис

### Власність
Деякі архітектурні музеї, такі як Галерея Рим, в Осло, Норвегія, є приватною власністю, а інші, як-от Палац образотворчих мистецтв в Мехіко, є державною національною спадщиною. Ще інші, як-от Національний музей будівництва у Вашингтоні, округ Колумбія, є державними установами, але управляються приватно.

### Розташування
Деякі архітектурні музеї розташовані в колишніх будинках, особняках або резиденціях, наприклад Музей архітектури Понсенья. Інші музеї, з іншого боку, розміщені в будівлях, спеціально розроблених для розміщення музею архітектури, наприклад, Канадський центр архітектури. Музейна архітектура в таких музеях була спеціально розроблена та пристосована до цілей цього простору. Архітектурні музеї також можна «розмістити» під відкритим небом, як-от японський Мейдзі-мура. Деякі архітектурні музеї знаходяться у дуже великих містах або великих мегаполісах, але сам архітектурний музей може бути досить малим; одним із прикладів цього є Музей хмарочосів у Нью-Йорку. Загалом, будинкових архітектурних музеїв є чимало: іншими прикладами будинкових архітектурних музеїв є Шифферштадт у Фредеріку, штат Меріленд, будинок Рітвельда Шредера в Утрехті, Нідерланди, і будинок-музей Луїса Доменека і Монтанера в Канет-де-Мар, Іспанія.

### Експозиції
Архітектурні музеї можуть демонструвати виставки, пов'язані з історією архітектури певного регіону, як-от Німецький архітектурний музей (діахронічний), але інші, як-от Музей архітектури Понсенья, зосереджені на певному архітектурному стилі (Креольська).

## Нагороди
Міжнародна висотна премія присуджується раз на два роки у Франкфурті-на-Майні «структурі, яка поєднує в собі взірцеву стабільність, зовнішню форму та внутрішню просторову якість, не кажучи вже про соціальні аспекти, для створення модельного дизайну». Нагорода була вперше вручена в 2003 році. Це було організовано спільно з містом Франкфуртом, Німецьким архітектурним музеєм і ДекаБанком. Нагорода складається із статуетки та 50 000 євро, які спільно присуджуються планувальникам і забудовникам, які виграють цю нагороду.
Американське товариство ландшафтних архітекторів щорічно присуджує професійні нагороди архітектурним музеям і художнім виставкам. Деякі з нагороджених проектів: Художній музей Перес в Маямі, який отримав нагороду за стійкість проєкту, Teardrop Park, переможець у категорії «Загальний дизайн» і Mesa Arts Center переможець у категорії «Загальний дизайн».